# Wavre
|  | Per a altres significats, vegeu «Jacqueline Berenstein-Wavre». |

Wavre (en neerlandès Waver, en való Wåve) és una ciutat belga, capital de la província del Brabant Való en la regió de Valònia que té 35.541 habitants. El municipi inclou les viles de Limal i Bierges. Forma part de la Comunitat Francesa de Bèlgica. Està envoltada pels municipis d'Ottignies-Louvain-la-Neuve, Rixensart, Overijse, Huldenberg, Grez-Doiceau i Chaumont-Gistoux, i és travessat pel riu Dijle.

## Història
En l'antiguitat va ser una vil·la gallo-romana i va formar part de la Gàl·lia, però, va ser devastada per les invasions germàniques als segles III i IV, A partir de l'any 1050 Wavre és esmentada per primera vegada, com a dependència del comtat de Lovaina, part del pagus de Brabant. La capella construïda pels comtes prop de l'antiga vil·la va ser cedida a l'abadia d'Afligem uns anys més tard. Al segle XIII ja existia un mercat a la ciutat naixent construïda a la cruïlla de les carreteres Brussel·les-Namur i Nivelles-Lovaina. El 1222, el duc Enric I de Brabant va concedir a la ciutat la seva carta de ciutat. Al voltant de la mateixa època, l'Abadia d'Afligem va expandir les seves possessions de Wavre en un priorat, que va atreure pelegrins d'una àmplia regió al voltant de la ciutat.

## Població
- 01.03.1991: 28.565 habitants
- 01.10.2001: 31.461 habitants
- 01.01.2004 : 31.693 habitants
- 01.01.2006 : 32.203 habitants
- 01.01.2007 : 32.576 habitants
- 01.01.2008 : 32.792 habitants
- 01.01.2024 : 35.541 habitants